# Камаев, Геронтий Леонтьевич
Геронтий Леонтьевич Камаев (8 марта 1919, Богородицк, Богородицкий уезд, Тульская губерния, Российская империя) — (дата смерти неизвестна) — советский государственный деятель, председатель Государственного комитета Совета Министров РСФСР, затем — РСФСР по профессионально-техническому образованию (1970—1985).

## Биография
В 1936 г. окончил Богородицкую среднюю школу ; в 1941 г. - Донецкий индустриальный институт Член ВКП(б) с 1940 года.
- 1941—1945 — мастер завода «Запорожсталь», в эвакуации - начальник участка Магнитогорского металлургического комбината.
- 8.1945 - 5.1946 секретарь комитета ЛКСМ Украины завода «Запорожсталь»
- 1946 - 1947 секретарь комитета ЛКСМ Украины «Днепростроя»
- 1947 - секретарь Запорожского областного комитета ЛКСМ Украины
- 1948 заместитель заведующего Отделом кадров и организационной работы ЦК ЛКСМ Украины
- 1950 - инструктор Отдела партийных, профсоюзных и комсомольских органов ЦК КП(б) Украины
- - 1952 заведующий Сектором Отдела партийных, профсоюзных и комсомольских органов ЦК КП(б) Украины
- 1952 - 1954 инструктор Отдела партийных, профсоюзных и комсомольских органов ЦК КПСС
- 1954 - 1955 инструктор Отдела партийных органов ЦК КПСС
- 1955—1958 гг. — заведующий промышленно-транспортным отделом Тульского обкома КПСС,
- 1962—1964 гг. — председатель исполнительного комитета Тульского промышленного областного Совета,
- 1964—1970 гг. — председатель исполнительного комитета Тульского областного Совета,
- 1970—1977 гг. — председатель Государственного комитета Совета Министров РСФСР по профессионально-техническому образованию,
- 1978—1985 гг. — председатель Государственного комитета РСФСР по профессионально-техническому образованию. В период его пребывания на этой должности в России значительно расширилась сеть ГПТУ и СПТУ, появились десятки новых специальностей.

С 3 ноября 1985 года на пенсии.

## Награды и звания
Награждён шестью орденами, в том числе орденами Октябрьской Революции и «Знак Почёта».